# Władimir Siemionow
Władimir Siemionowicz Siemionow (ros. Владимир Семёнович Семёнов, ur. 3 lutego?/16 lutego 1911 w guberni tambowskiej, zm. 1992 w Kolonii) – radziecki polityk i dyplomata.

## Życiorys
W 1937 ukończył Moskiewski Instytut Filozofii, Literatury i Historii, od 1938 członek WKP(b), od 1939 pracował w Ludowym Komisariacie Spraw Zagranicznych ZSRR, w latach 1939–1940 radca Ambasady ZSRR na Litwie. Od 1940 do 22 czerwca 1941 radca Ambasady ZSRR w Niemczech, odwołany z powodu zerwania przez ZSRR stosunków dyplomatycznych z Niemcami, 1941-1942 kierownik Wydziału III Europejskiego Ludowego Komisariatu Spraw Zagranicznych ZSRR, 1942-1945 starszy radca Ambasady ZSRR w Szwecji, 1945–1946 I zastępca doradcy politycznego, a 1946–1949 doradca polityczny przy Kierownictwie Radzieckiej Administracji Wojskowej w Niemczech. Od 1949 do 29 maja 1953 doradca polityczny przy Przewodniczącym Radzieckiej Komisji Kontrolnej w Niemczech, od 14 października 1952 do 29 marca 1966 członek Centralnej Komisji Rewizyjnej KPZR, od 29 maja 1953 do 14 lipca 1954 Najwyższy Komisarz ZSRR w Niemczech, jednocześnie od 29 maja 1953 do 17 lipca 1954 ambasador nadzwyczajny i pełnomocny ZSRR w NRD. Od lipca 1954 do marca 1955 kierownik Wydziału III Europejskiego Ministerstwa Spraw Zagranicznych ZSRR, od marca 1955 do listopada 1978 wiceminister spraw zagranicznych ZSRR, od 8 kwietnia 1966 do 25 lutego 1986 zastępca członka KC KPZR, od 10 listopada 1978 do 15 kwietnia 1986 ambasador nadzwyczajny i pełnomocny ZSRR w RFN, następnie na emeryturze. Odznaczony dwoma Orderami Lenina, Orderem Rewolucji Październikowej i czterema innymi orderami, a także medalami. Pochowany na Cmentarzu Kuncewskim w Moskwie.